# Nephrotoma moravica
Nephrotoma moravica là một loài ruồi trong họ Ruồi hạc (Tipulidae). Chúng phân bố ở miền Cổ bắc.